# Гути (селище)
Гу́ти (вимоваⓘ) — селище у Богодухівській міській громаді Богодухівського району Харківської області України. Населення 2043 особи.

## Географічне розташування
Селище міського типу Гути розміщене на лівому березі річки Мерла. На річці є невелика загата. Частина селища розташована на протилежному березі, є міст. Є залізнична станція Гути.
Селище оточене великим лісовим масивом (дуб, сосна). Неподалік від селища розташований Гутянський ботанічний заказник.

## Назва
Назва селища Гути походить від назви плавильної печі. У таких «гутах» виплавляли скло або метал (від нім. Hutte).

## Історія

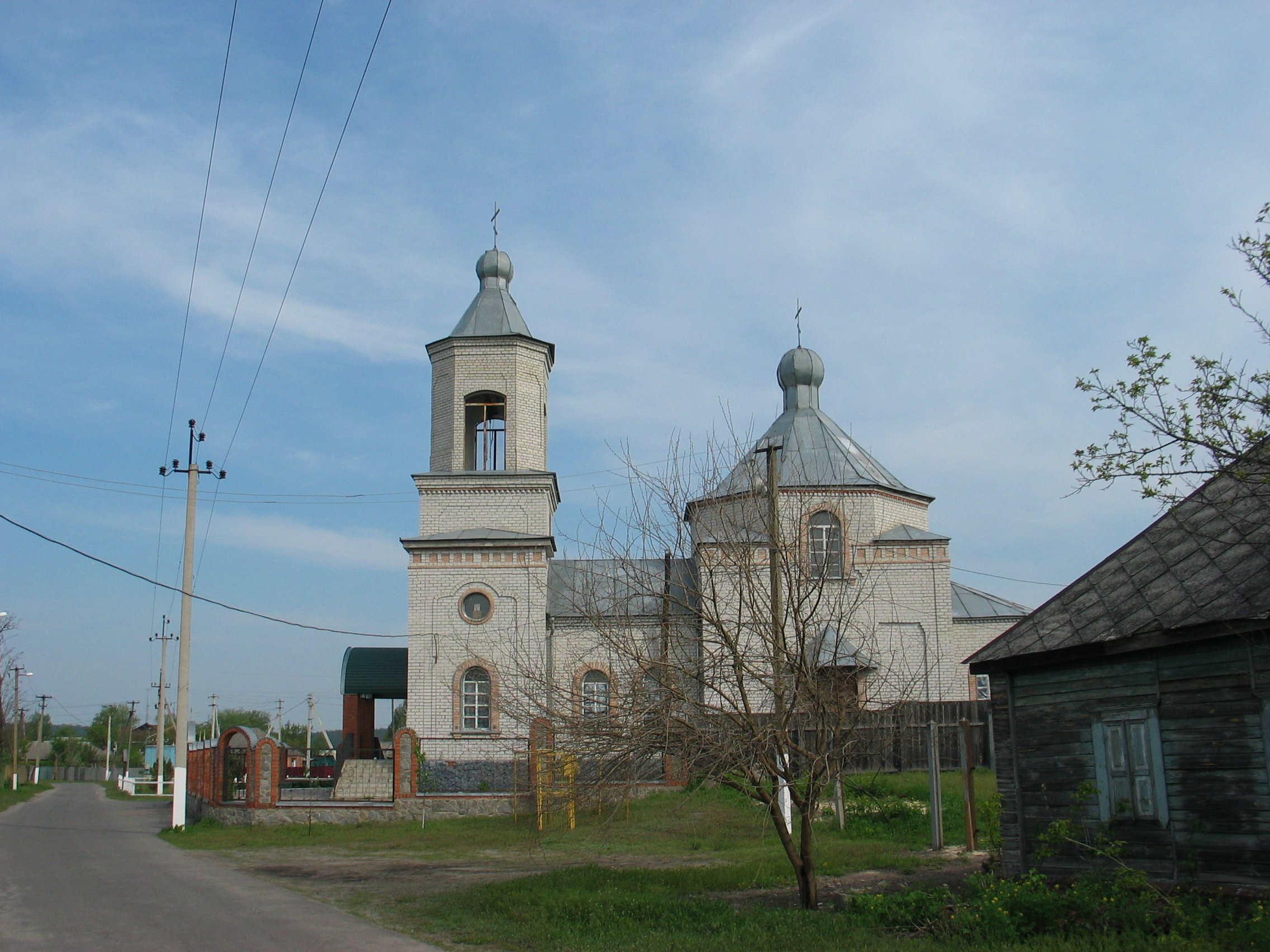
Церква

- 1765 р. - командиру Охтирського гусарського полку генерал-майору графу Подгоричани було пожалувано за службу село Гути (разом з Пархомівкою). За даними відповідного указу тогочасної імператриці Катерини II в Гутах тоді налічувалось 22 двора та 138 "душ" населення[2].
- 1869 р. — відкриття Гутянського цукрорафінадного заводу, володіння барона Леопольда Кеніга, «цукрового короля» Російської імперії, село Гути, Харківська губернія.
- 1919 р. — присвоєння імені Г. Первухіна цукрорафінадному заводу.
- Село постраждало внаслідок геноциду українського народу, проведеного урядом СРСР у 1932—1933 роках, кількість встановлених жертв в Семенівярській сільській раді — 210 осіб[3].
- 1938 р. — присвоєння статусу «селище міського типу».

## Економіка
- Амбулаторія.
- Гутянське лісництво.
- Державне підприємство «Гутянське лісове господарство».
- ВАТ «Первухінський Цукровий Комбінат».
- Близько 30 приватних підприємств пов'язаних з роздрібною торгівлею.

## Постаті
- Гриценко Андрій Андрійович (1948) — український економіст, заступник директора і завідувач відділу економічної теорії Інституту економіки та прогнозування Національної академії наук України, член-кореспондент НАН України, доктор економічних наук, професор.
- Корхов Іван Петрович (1888—1948) — лікар-хірург, доктор медицини (1921), професор (1930).
- Бондаренко Володимир Омелянович (1948) — фахівець у галузі електрики[4].